# 繭

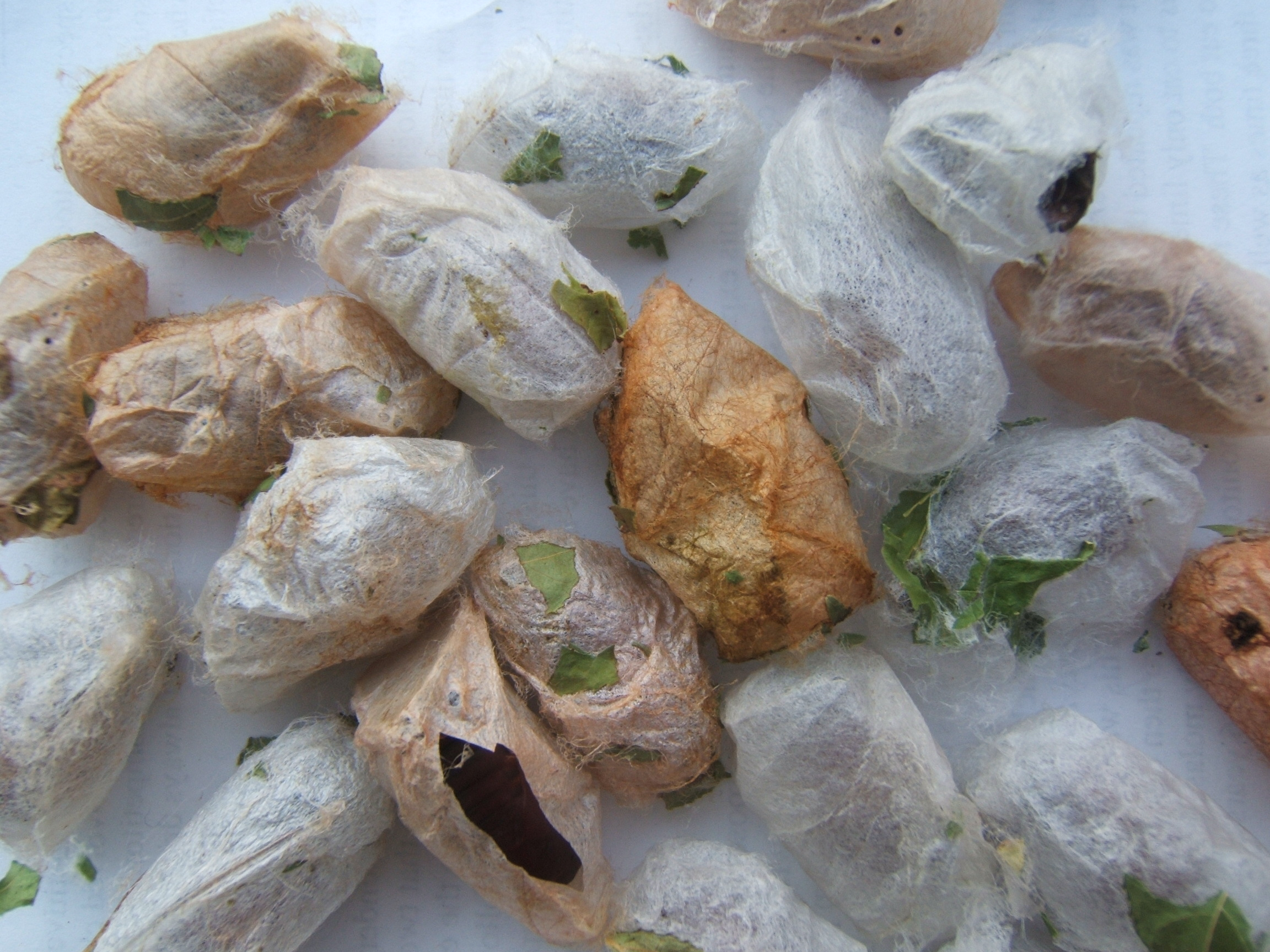
アメリカオオミズアオ（Actias luna）の繭

繭（まゆ）は、活動が停止または鈍い活動状態にある動物を包み込んで保護する覆いをいう。動物から分泌されたもの、または砂利などの体外の物質の覆いを指し、毛のような体の一部の保護器官のことではない。
一般的には昆虫、特にガにおける、絹糸の繊維質のものをさす。更に狭い意味では、カイコのそれを指し、絹糸の原料である。（#ガの繭を参照のこと）

## 節足動物の繭
節足動物では、昆虫やクモなどの一部で見られる。
昆虫では、上述の鱗翅目のガの一部で絹糸の繊維質のものが見られる他、アミメカゲロウ目のクサカゲロウやウスバカゲロウなど、ハチ類やアリ類、トビケラ類などの幼虫がやはり糸を吐いて繭を作る。カブトムシなどのコウチュウ類には泥をかためてはっきりとした入れ物を作って蛹になるものがあり、これも繭と言うことがある。ユスリカ科にも蛹化の際に粘液を袋状に固めた半透明の繭を作るものがあるが、特殊な例としてはキソガワフユユスリカ Hydrobaenus kondoi やその近縁種の幼虫が夏眠のための繭を作ることが知られている。ハエ類の幼虫は、蛹になる際に幼虫の皮膚の内側で蛹になり、幼虫の皮膚はそのままに蛹を包む殻になる。このような蛹の形態を囲蛹（いよう）と呼ぶが、これも機能からすれば繭と言えなくはない。なお、ミノガやトビケラなどでは幼虫が普段の生活で糸でかがって異物を付着させた巣を作ってその中で生活しており、蛹化時にはこれに閉じこもるので、巣が繭に転用されている。
昆虫以外では、クモ類には卵を糸でくるむ習性があり、これを卵嚢と言う。種によってその形は様々であるが、ナガコガネグモなど、一部の種では表面を丈夫な膜で包んだ袋を形成するものがあり、これは繭に似ている。しかしそこにこもる本体が作ったものではない点で大きく異なる。

### ガの繭
ガ類の幼虫は、多くは蛹化の前に糸を吐き、これをつづり合わせて袋状の構造を自分の周りに作り、その中で蛹になる。成虫になるとその一部を破って脱出する。この袋状の構造が繭である。多くの場合、糸だけではなく、餌の葉などをその外側につけている。形態には様々なものがある。多くは袋状であるが、ウスタビガの繭は柄があってぶら下がる。また、クスサンの繭は一面に被われているのではなく、糸が寄り合わされた金網のような網目状の壁になっているので、別名をスカシダワラ（透かし俵）という。イラガの繭も独特で、楕円形に近い球形の繭は、糸だけでなく幼虫の分泌物でかためられてちょっとプラスチックのような質感となっている。成虫が脱出する際には、一端が丸い蓋のようにはずれるので、あとには丸い口の開いた小さなカプセルが残る。これを別名スズメノショウベンタゴという。

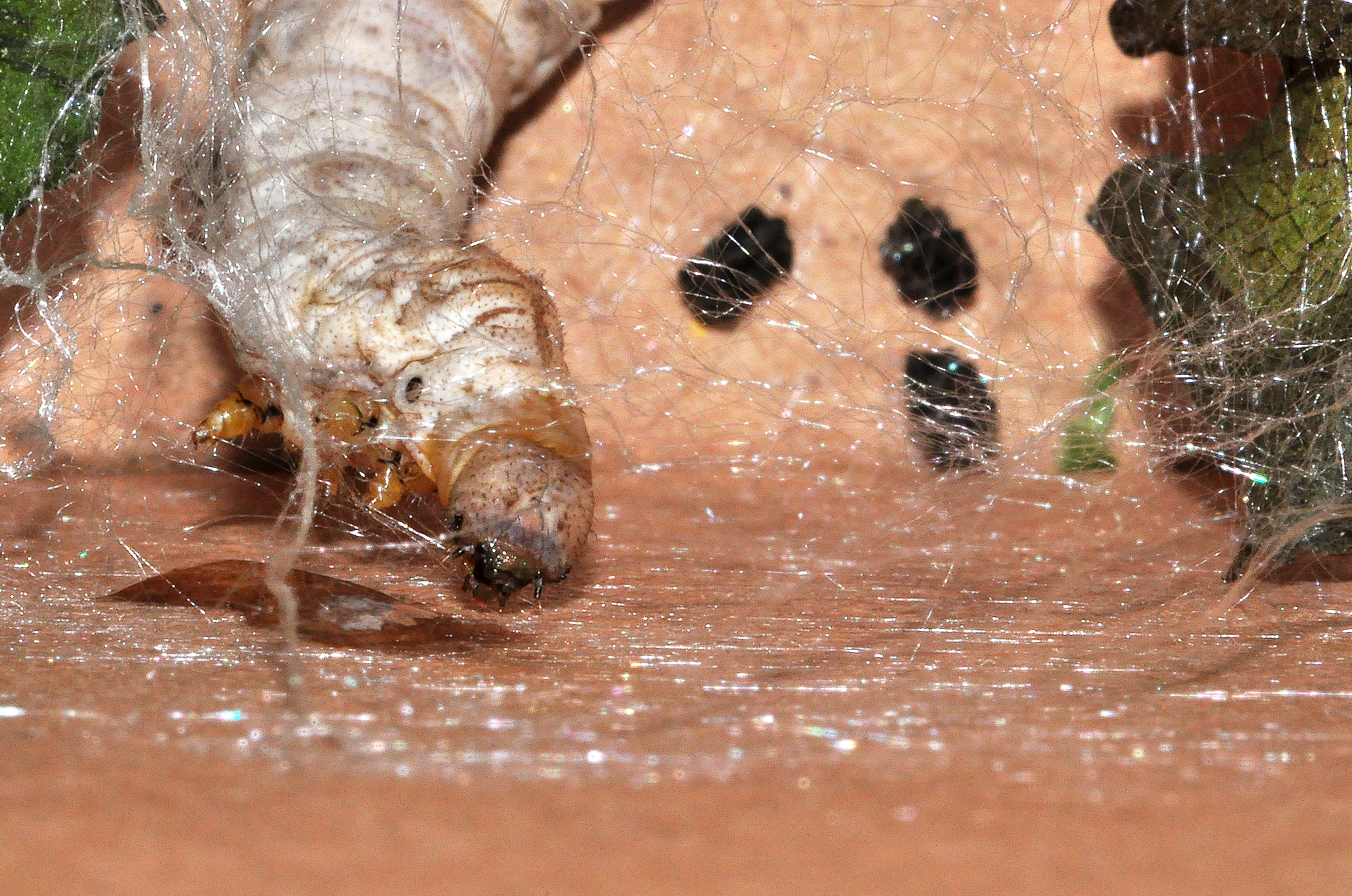
糸と幼虫
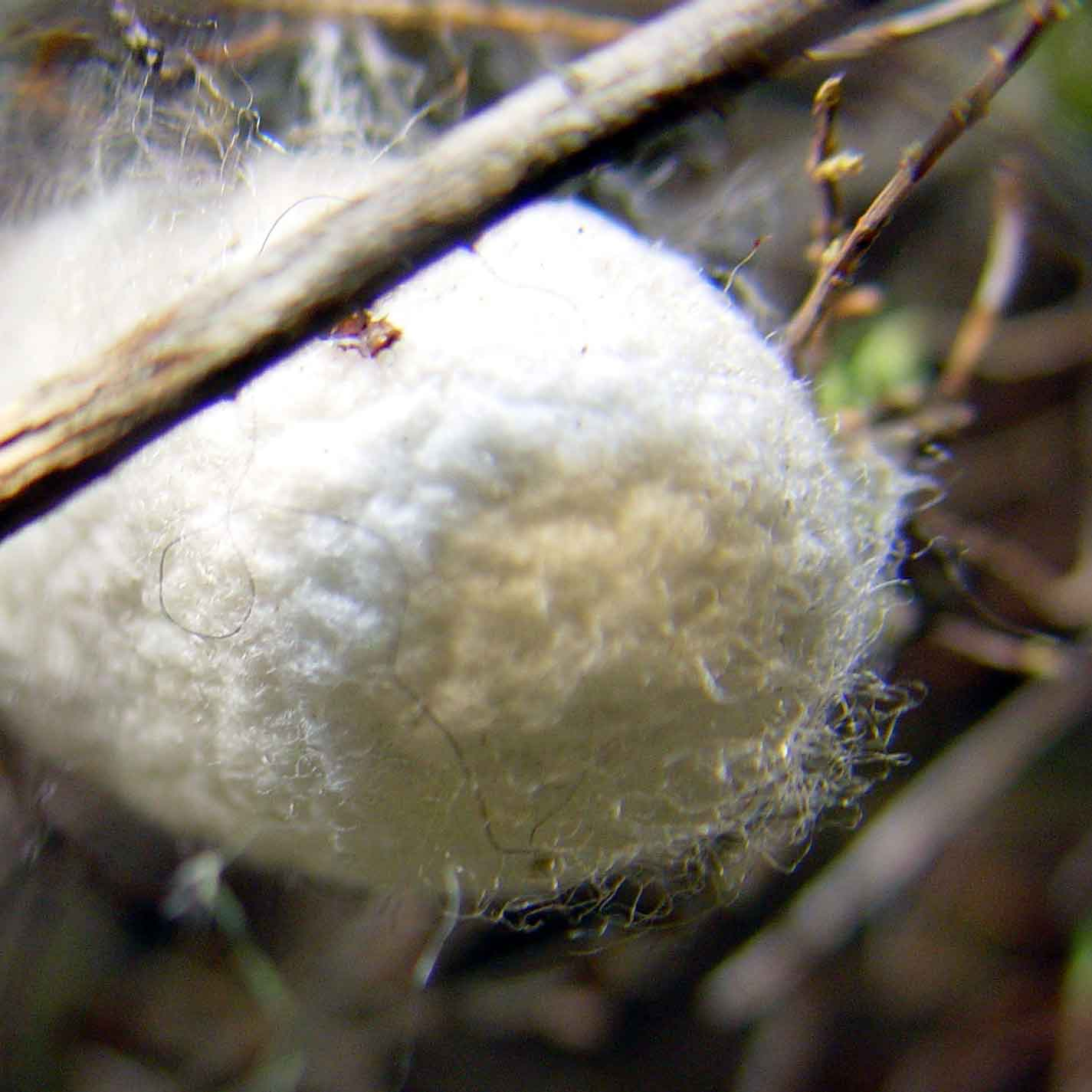
繭

実用的に身近なのはカイコの繭である。終齢幼虫は簇(まぶし)という小さく仕切られた器に入れられる。幼虫は各々適した場を見つけ、2昼夜ほどかけて繭を作りあげる。幼虫は繭の中で蛹化し、10～15日位で羽化する。成虫は繭を溶かして繭から出て来るが、それによって糸が切れてしまうので、絹糸を得るためには蛹のうちに繭を殺さねばならない。1個の繭は大抵1匹のカイコによって作られるが、2～3％位の割合で2匹で1個の繭を作ることがあり、これを玉繭(たままゆ)という。玉繭から絹糸を取ると節のある糸となるため、以前は価値の低い物とされてきた。
すべてのガが繭を作るわけではなく、たとえばスズメガ類は地表の物陰で蛹になる。チョウのほとんどは繭を作らないが、ウスバシロチョウのような例外もある。

## 脊椎動物の繭
脊椎動物では、魚類や両生類など、水生生物で主にみられる。
ハイギョでは、乾燥状態に耐えるため、粘液で周りの砂を固めて繭を作る。
また、カエルやサンショウウオなどでは寒天状の卵塊の周りにやや丈夫な膜を持つものがある。これを繭と言う事はまずないが、クロサンショウウオでは卵塊が不透明な白で、形が楕円形であり、それが池に生まれたものをカイコの繭に見立てた例がある。

## 軟体動物の繭
軟体動物では、マダコなどの卵塊の周りに寒天質の繭が見られる。

## 文化
日本では繭という言葉は、多くの場合にカイコのそれを意味する。その豊作を祈願して、繭を擬した白い玉をこの枝に飾ったものを繭玉と称し、神社等で縁起物として使用する例もある。